# Хамуд, Ияд
Ияд Омар Хамуд (болг. Ияд Омар Хамуд; родился 24 июля 2001, Бейрут) — болгарский и ливанский футболист, выступавший на позиции атакующего полузащитника.

## Клубная карьера
Хамуд является воспитанником болгарского клуба «Локомотив (Пловдив)». В его основном составе он дебютировал 20 ноября 2016 года в дерби против другого клуба из Пловдива, «Ботева». На момент дебюта в высшем дивизиона чемпионата Болгарии ему было 15 лет, 3 месяца и 26 дней. «Локомотив» одержал победу в дерби со счётом 2:0, а Хамуд сделал голевую передачу в ситуации с первым забитым мячом.
В начале 2017 года Хамуд отправился на просмотр в английский клуб «Шеффилд Уэнсдей», после чего вернулся в «Локомотив» с опцией подписания контракта с «Уэнсдей» летом того же года. 27 июня 2017 года он подписал двухлетний контракт с «Шеффилд Уэнсдей» и стал игроком команды «Уэнсдей» до 18 лет.

## Личная жизнь
Хамуд родился в Ливане. Его отец, Омар Хамуд, является ливанцем, а мать, Мария, является болгаркой из Бургасе. В 2009 году, когда Ияду было 8 лет, его семья переехала в Пловдив и с тех пор проживает в Болгарии.

## Награды
- Лучший дебют года в чемпионате Болгарии: 2016 (совместно с Кристианом Добревым)[7]